# Pomadasys crocro
Pomadasys crocro es una especie de peces de la familia Haemulidae en el orden de los Perciformes.

## Morfología
• Los machos pueden llegar alcanzar los 38 cm de longitud total.

## Distribución geográfica
Se encuentra desde el sur de Florida, el noreste del Golfo de México y el Mar Caribe hasta el Brasil.